# Trần A Kiều
Hiếu Vũ Trần Hoàng hậu (chữ Hán: 孝武陳皇后;  158 TCN -  114 TCN), thường được biết đến với tên Trần A Kiều (陳阿嬌), nguyên phối và là Hoàng hậu đầu tiên của Hán Vũ Đế Lưu Triệt - Hoàng đế thứ 7 triều đại Tây Hán.
Đóng vai trò quan trọng trong việc lên ngôi của Hán Vũ Đế, Trần Hoàng hậu trở thành một trong những Hoàng hậu nổi tiếng nhất lịch sử Trung Quốc. Bà cũng là vị Hoàng hậu có xuất thân hiển hách bậc nhất 4000 năm lịch sử Trung Quốc cũng như Hán triều. Tuy nhiên, do sự nổi lên của Vệ Tử Phu, Trần Hoàng hậu bị phế truất với lý do dùng tà thuật và làm chuyện「Mị đạo; 媚道」cùng Vu nữ. Bà được xem là vị Phế hậu nổi tiếng nhất trong lịch sử.
Giai thoại giữa bà và Hán Vũ Đế trở thành một điển tích, được gọi là Kim ốc tàng Kiều (金屋藏嬌; nhà vàng xây cho người đẹp).

## Thân thế
Tên thật của Trần Hoàng hậu không được các bộ sử như Sử ký và Hán thư ghi lại. Theo tiểu thuyết Hán Võ cố sự có niên đại về sau, bà tên là Trần A Kiều (陳阿嬌), hay gọi tắt là Trần Kiều (陳嬌), cái tên này mặc định trở thành tên thật của bà trong vô số các tác phẩm tiểu thuyết cùng phim ảnh hiện đại.
Thân phụ Trần thị là Trần Ngọ (陳午), đời thứ ba của tước vị Đường Ấp hầu (堂邑侯). Nhà họ Trần xuất thân cao quý, vốn theo giúp Hán Cao Tổ Lưu Bang dựng nên nhà Hán nên được phong tước Đường Ấp hầu, thế tập mà truyền đời. Thân mẫu của bà là Quán Đào Công chúa Lưu Phiếu, hoàng nữ duy nhất của Hán Văn Đế Lưu Hằng và Đậu Hoàng hậu, chị ruột của Hán Cảnh Đế Lưu Khải và cô mẫu của Hán Vũ Đế Lưu Triệt. Ngoài Trần thị, Trần Ngọ còn có hai con trai là Đường Ấp hầu Trần Tu (陳須) thế tập tước vị, và Long Lư hầu Trần Kiểu (陳蟜), cả hai đều là huynh trưởng của Trần thị. Theo vai vế gia tộc, Trần thị là cháu gọi Hán Văn Đế và Đậu Hoàng hậu bằng ông bà ngoại, gọi Hán Cảnh Đế bằng cậu, và là chị em họ của Hán Vũ Đế và Bình Dương công chúa.
Luận về xuất thân, Trần thị là một trong hai Hoàng hậu có thân thế tôn quý nhất trong lịch sử Trung Quốc khi ông ngoại, cậu và phu quân đều là Hoàng đế. Người còn lại là Hiếu Huệ Trương Hoàng hậu.

## Thái tử phi
Dưới thời Hán Cảnh Đế, Quán Đào Trưởng công chúa được phép ra vào cung để thăm mẹ. Công chúa quan hệ mật thiết với Hán Cảnh Đế, thường xuyên hiến tặng mỹ nữ khiến Lịch Cơ - sủng phi của ông ghi hận. Sau khi Bạc hoàng hậu bị phế, Cảnh Đế lập trưởng tử Lưu Vinh, con trai Lịch Cơ làm Hoàng thái tử. Quán Đào muốn con gái làm Hoàng hậu tương lai nên ngỏ ý gả con cho thái tử Lưu Vinh, kết quả bị Lịch Cơ cự tuyệt khiến bà căm phẫn. Nhân dịp đó, Vương phu nhân - phi tần khác của Hán Cảnh Đế âm mưu giành ngôi Thái tử cho con mình là Giao Đông vương Lưu Triệt, nên đã chấp nhận lời nghị hôn với Công chúa. Công chúa đồng ý liên thủ với Vương phu nhân, nói tốt Lưu Triệt trước mặt Cảnh Đế, gièm pha Lịch Cơ khiến ông không hài lòng. Sau đó, Vương phu nhân cùng Công chúa ngầm sai đại thần tấu thỉnh lập Lịch Cơ làm Kế hậu. Hán Cảnh Đế đang chán ghét Lịch Cơ, cho rằng Lịch Cơ có mưu đồ xúi giục đại thần nên ra chiếu phế truất Thái tử Lưu Vinh, Lịch Cơ phẫn uất tự sát.
Năm Hán Cảnh Đế Tiền Nguyên thứ 7 (150 TCN), Hán Cảnh Đế phong Vương phu nhân làm Hoàng hậu, Lưu Triệt làm Thái tử. Trần thị trở thành Thái tử phi.
Không rõ tuổi tác Trần thị lớn hơn hay nhỏ hơn Lưu Triệt. Dựa theo việc Quán Đào Công chúa muốn gả bà cho Phế thái tử Lưu Vinh năm 18 tuổi, các sử gia phán đoán có thể Trần thị lớn hơn Lưu Triệt vì Lưu Vinh lớn hơn Lưu Triệt mấy tuổi. Theo pháp lệnh được quy định từ thời Hán Huệ Đế, con gái trên 15 tuổi mới được xuất giá, nhưng có thể khi đó bà vẫn chưa tới 15 tuổi vì Thượng Quan hoàng hậu, cháu ngoại đại thần Hoắc Quang cũng lấy Hán Chiêu Đế năm 6 tuổi. Nếu bà nhỏ hơn Lưu Triệt, tức là khi Quán Đào Công chúa cầu thân Lịch Cơ năm 153 TCN, Trần thị chỉ mới 3 tuổi. Cứ cho là 151 TCN, thì cùng lắm Trần thị chỉ mới 5 tuổi, nhỏ hơn Lưu Vinh tới hơn 12 tuổi, có phần không hợp lý. Dù Hoắc Quang từng ép Thượng Quang hoàng hậu 6 tuổi thành thân với Hán Chiêu Đế, song sự kiện năm đó bị rất nhiều người phản đối. Nếu Trần thị bằng hoặc nhỏ tuổi hơn Lưu Vinh, thì năm đó ít nhất cũng phải trên 15 tuổi, tức là lớn hơn Lưu Triệt tầm 12 tuổi, như vậy năm Lưu Triệt thành Thái tử là 7 tuổi, thì Trần thị cũng đã 19 tuổi. 
Qua cuộc hôn nhân này, Trần thị có thể nói là người phụ nữ có ảnh hưởng lớn nhất tới sự nghiệp của Hán Vũ Đế, vì nhờ cưới bà, mẹ con Vũ Đế mới nhận được sự hậu thuẫn của Quán Đào Công chúa, chiến thắng mẹ con Lịch Cơ mà đoạt được vị trí Thái tử.

## Hoàng hậu nhà Hán

### Căm ghét họ Vệ
Năm Hậu Nguyên thứ 3 (141 TCN), Hán Cảnh Đế băng hà, Thái tử Lưu Triệt lên ngôi, tức Hán Vũ Đế, phong Trần thị làm Hoàng hậu.
Tình cảm hai người mặn nồng thuở sơ khai. Hán Vũ Đế thường lui tới cung của Trần Hoàng hậu mỗi khi tan triều, cùng bà tận hưởng những ngày quấn quýt yêu thương. Tuy nhiên nhiều sử gia cho rằng Vũ Đế xem trọng Trần hậu chỉ vì bà là con của Quán Đào Công chúa - người có ơn trong việc phò trợ ông đăng cơ nên ông đành ngậm bồ hòn làm ngọt, lập Trần thị làm Hậu. Trần thị được ghi nhận là tính nết ương ngạnh. Bà được Đậu Thái hoàng thái hậu hết mực sủng ái, lại có mẹ là Trưởng công chúa từng lập đại công nên cậy thế hống hách với Hán Vũ Đế. Vốn không sinh được con, bà càng ghen tuông, cấm đoán Vũ Đế gần gũi phi tần dẫn đến phu thê bất hòa. Bấy giờ, Thái úy Vũ An hầu đồn rằng Hoàng đế vô tự thì ngôi Hoàng đế về sau sẽ thuộc về Hoài Nam vương. Hán Vũ Đế rất lo ngại việc này.
Năm Kiến Nguyên thứ 2 (139 TCN), Hán Vũ Đế ghé thăm phủ Bình Dương công chúa, tình cờ gặp và sủng hạnh người đẹp Vệ Tử Phu, nhạc nữ của Bình Dương phủ. Sau đó, Vũ Đế đưa Vệ thị vào cung, nhưng một năm đầu thì quên không đoái hoài đến nàng. Vệ thị nghĩ không còn cơ hội, bèn xin viên hoạn quan xuất cung cùng các cung nữ già. Trước khi đi tất cả được đưa đến gặp mặt Vũ Đế lần cuối, vừa thấy Vũ Đế thì Vệ thị liền bật khóc. Hán Vũ Đế động lòng nên cầm tay nàng đưa về cung. Từ đó Vệ thị phục sủng, lần lượt sinh 3 công chúa, được Vũ Đế tấn phong Phu nhân. Khi đó hậu cung chưa ai sinh dục nên Vũ Đế vô cùng ân ái Vệ phu nhân, có thể nói là chuyên sủng, đối với Trần Hoàng hậu càng thêm lạnh nhạt.
Quán Đào Công chúa muốn giúp con rửa hận nên lập mưu bắt giết em trai Vệ phu nhân là Vệ Thanh, song Vệ Thanh được Công Tôn Ngao (公孫敖) giải thoát. Vệ phu nhân tố cáo tội lỗi của Quán Đào rồi khóc lóc xin Vũ Đế chủ trì công đạo. Vũ Đế lập tức ban cho Vệ Thanh chức Kiến cung Tổng quản hàm thị trung, không lâu sau lại được phong làm Xa kỵ Tướng quân, ngoài ra liên tiếp trọng dụng người nhà Vệ thị. Trần Hoàng hậu uất hận Vệ Tử Phu, nhiều lần sai người hạ độc nhưng đều bị Hán Vũ Đế phát giác và ngăn cản. Tuy Trần hậu chưa bị phế nhưng tình cảm Đế-Hậu vô cùng rạn nứt, Vũ Đế thôi thúc ý định phế hậu để lập Vệ phu nhân thay thế. Trước tình cảnh này, Quán Đào công chúa oán thán với chị của Vũ Đế là Bình Dương công chúa rằng:「"Hoàng đế không có ta thì làm sao được lập, nay lại vứt bỏ đi con gái ta, khác nào bội bạc?!"」, Bình Dương công chúa nói:「"Dùng lý do không con, có thể phế"」, Trần Hoàng hậu nghe thế dùng nhiều vàng bạc tìm mọi biện pháp cầu con trai, nhưng không có tác dụng.

### Bị phế truất
Năm Nguyên Quang thứ 5 (130 TCN), có người tố giác Trần Hoàng hậu triệu người đồng cốt tên Sở Phục (楚服) vào cung dùng thuật Vu cổ mê hoặc Hoàng đế, đồng thời nguyền rủa Vệ Tử Phu. Trước đó đã có tin đồn Hoàng hậu cùng người đàn bà khác làm chuyện 「"Mị đạo"; 媚道」, nay cộng thêm chuyện này nên Hán Vũ Đế vô cùng phẫn nộ, giao cho Trương Thang điều tra, không lâu sau chứng thực và lập tức định tội Hoàng hậu. Cuối cùng, Hán Vũ Đế ra chiếu phế truất Trần Hoàng hậu, đày vào Trường Môn cung (長門宮) rồi ban chiếu lấy nội dung rằng:「"Hoàng hậu không con, lại vướng vào việc Vu hoặc, không thể thừa Thiên mệnh. Nay tịch thu ấn, bãi cư Trường Môn cung"」, còn Sở Phục và hơn 300 người bị xử tử. Một năm sau, Vệ phu nhân được Vũ Đế lập làm Kế hậu.
Năm Nguyên Đỉnh nguyên niên (116 TCN), Quán Đào Công chúa qua đời. Sau cái chết của Công chúa, nhà họ Trần trở nên suy sụp. Trong lúc để tang mẹ, 2 người anh trai của Trần hậu là Đường Ấp hầu Trần Tu và Trần Kiểu, do tranh giành tài sản dẫn đến phạm pháp nên bị tước bỏ chức vị Đường Ấp hầu truyền đời. Trần Tu sợ hãi bèn tự sát.
Sử sách không ghi lại năm mất của Trần Hoàng hậu hay thọ bao nhiêu tuổi, chỉ viết bà tại vị ngôi Hậu chừng hơn 10 năm kể từ năm 141 TCN đến năm 130 TCN. Theo Hán thư, khoảng vài năm sau cái chết của Quán Đào công chúa thì Trần hậu mới qua đời. Thi hài bà được an táng ở phía Đông của Lang Quan đình (郎官亭), huyện Bá Lăng, ở phía đông nam 30 dặm của thành Trường An. Có thuyết kể rằng thời gian Trần thị ngã bệnh, Vệ Hoàng hậu có đến Trường Môn cung thăm hỏi. Bà ra sức xin Vệ hậu thuyết phục Hán Vũ Đế gặp mặt lần cuối nhưng Vũ Đế đến chết cũng không gặp lại bà.

## Điển cố

### Kim ốc tàng kiều
Có một truyền thuyết cực kì nổi tiếng về Trần Hoàng hậu, đó là Kim ốc tàng Kiều (金屋藏嬌), nghĩa là "nhà vàng cất người đẹp". Đây là một câu ngạn ngữ nổi tiếng, được biết đến như một lời định ước của phu quân đối với nguyên phối thê tử, là một trong những câu ngạn ngữ cổ điển nổi tiếng nhất trong văn hóa Trung Quốc.
Theo nghiên cứu, câu nói này xuất phát từ tiểu thuyết tên Hán Vũ cố sự thời Tào Ngụy - Tây Tấn. Nội dung cụ thể như sau:
| “              | 漢景皇帝王皇后，納太子宮，得幸，有娠，夢日入其懷，景帝亦夢高。高祖謂己曰：「王美人得子，可名爲彘。」及生男，因名焉。是爲武帝。帝以乙酉年七月七日旦生於猗蘭殿。年四歲，立爲膠東王。數歲，長公主嫖抱置膝上，問曰：「兒欲得婦不？」膠東王曰：「欲得婦。」長主指左右長御百餘人，皆云不用。末指其女問曰：「阿嬌好不？」於是乃笑對曰：「好！若得阿嬌作婦，當作金屋貯之也。」長主大悅，乃苦要，上遂成婚焉。皇后既廢，栗姬次應立，而長主伺其短，輒微白之。上嘗與栗姬語屬諸姬子曰：「吾百歲後善視之」，栗姬怒弗肯應。又罵上老狗，上心銜之，未發也。長主日譖之，因譽王夫人男之美。王夫人陰告長主，使大臣請立栗姬爲後，上以爲栗姬諷之，遂發怒誅大臣、廢太子爲王。栗姬自殺，遂立王夫人爲後。膠東王爲皇太子，時年七歲，上曰：「彘者徹也。」因改徹。 ... Hán Cảnh Hoàng đế Vương Hoàng hậu, khi còn ở Thái tử cung, được sủng hạnh, có thai. Một tối, Đế nằm mơ thấy Cao Tổ nói rằng:「"Vương phu nhân nếu sinh là con trai, đặt tên là Trệ"」. Quả nhiên sinh ra con trai, lấy đó làm tên, đó chính là Vũ Đế. Năm ấy là năm Ất Dậu, ngày 7 tháng 7, (Vũ Đế) được sinh ra tại Y Lan điện. Năm 4 tuổi, lập làm Giao Đông vương. Một lần, Trưởng công chúa Phiêu ôm vào lòng rồi hỏi:「"Con có muốn lấy vợ không?"」. Giao Đông vương nói:「"Có"」. Trưởng chúa chỉ vào đám đông hơn trăm người đứng cạnh gợi ý tiếp:「"Muốn người nào?"」. Giao Đông vương đều nguầy nguậy lắc đầu, tỏ ý không ưng. Trưởng chúa lại chỉ tay về phía con gái mình, rồi hỏi:「"Ta gả A Kiều làm vợ cho con được chăng?"」. Giao Đông vương nhoẻn cười đáp:「"Được ạ! Nếu lấy được A Kiều làm vợ, con sẽ cho đúc nhà vàng để cho nàng ở"」. Trưởng chúa rất vui, bèn nói với Thượng (tức Hán Cảnh Đế), do đó hôn sự ban thành. Khi đó Hoàng hậu không con, lập con trai của Lịch Cơ làm Thái tử. Hoàng hậu đã bị phế, Lịch Cơ vị thứ, đáng nên lập, nhưng Trưởng chúa can thiệp, Lịch Cơ không vui, có buôn lời trách mắng để bụng. Thượng giao muốn phó các con trai chư vị Cơ thiếp giao Lịch Cơ, nói:「"Sau khi ta mất thì hãy chăm chúng nó"」, Lịch Cơ giận không đáp ứng, còn mắng Thượng như "Lão cẩu", Thượng để tâm. Trưởng chúa to nhỏ với Thượng, lại thấy con trai của Vương phu nhân có dung mạo đẹp, mà Vương phu nhân hiệp cùng Trưởng chúa, mật sai đại thần khuyên lập Lịch Cơ làm Hoàng hậu, Thượng cho rằng Lịch Cơ ở sau giật dây, phát nộ giết đại thần, rồi phế Thái tử làm Vương. Lịch Cơ tự sát, lập Vương phu nhân làm Hoàng hậu. Giao Đông vương làm Thái tử, khi đó 7 tuổi. Trong chiếu viết:「"Trệ, cũng là Triệt"」. Do đó cải tên thành Triệt. | ” |
| — Hán Võ cố sự | |   |

### Thiên kim mãi phú
Truyền thuyết Thiên kim mãi phú xuất phát từ Trường môn phú (長門賦), một bài phú tương truyền của Tư Mã Tương Như được liệt vào trong Chiêu minh văn tuyển (昭明文選) do Tiêu Thống đời nhà Lương chủ biên.
Theo sự tích, sau khi bị phế, Trần Hoàng hậu bị giam trong Trường Môn cung, lòng buồn tê tái, nhớ lại tháng ngày hạnh phúc cùng Hán Vũ Đế mà than khóc suốt ngày. Sau đó, Trần hậu nhờ Tư Mã Tương Như, nhà thơ nổi tiếng bấy giờ sáng tác bài "Trường môn phú" với lời lẽ, ý tứ tha thiết, rồi tìm cách dâng lên Vũ Đế. Đọc xong bài thơ, thấu rõ tấm chân tình của Trần hậu, Vũ Đế bồi hồi xúc động, định phục ân hạnh nhưng sau đó Trần hậu lại chứng nào tật nấy, Vũ Đế tức giận nên quyết không gặp lại bà.
Nguyên bài thơ:
| “                         | 孝武皇帝陳皇后时得幸，颇妒。别在长门宫，愁闷悲思。闻蜀郡成都司马相如天下工为文，奉黄金百斤为相如、文君取酒，因于解悲愁之辞。而相如为文以悟上，陈皇后复得亲幸。 夫何一佳人兮，步逍遥以自虞。魂逾佚而不反兮，形枯槁而独居。言我朝往而暮来兮，饮食乐而忘人。心慊移而不省故兮，交得意而相亲。 伊予志之慢愚兮，怀贞悫之欢心。愿赐问而自进兮，得尚君之玉音。奉虚言而望诚兮，期城南之离宫。修薄具而自设兮，君曾不肯乎幸临。廓独潜而专精兮，天漂漂而疾风。登兰台而遥望兮，神怳怳而外淫。浮云郁而四塞兮，天窈窈而昼阴。雷殷殷而响起兮，声象君之车音。飘风回而起闺兮，举帷幄之襜襜。桂树交而相纷兮，芳酷烈之訚訚。孔雀集而相存兮，玄猿啸而长吟。翡翠协翼而来萃兮，鸾凤翔而北南。 心凭噫而不舒兮，邪气壮而攻中。下兰台而周览兮，步从容于深宫。正殿块以造天兮，郁并起而穹崇。间徙倚于东厢兮，观夫靡靡而无穷。挤玉户以撼金铺兮，声噌吰而似钟音。 刻木兰以为榱兮，饰文杏以为梁。罗丰茸之游树兮，离楼梧而相撑。施瑰木之欂栌兮，委参差以槺梁。时仿佛以物类兮，象积石之将将。五色炫以相曜兮，烂耀耀而成光。致错石之瓴甓兮，象玳瑁之文章。张罗绮之幔帷兮，垂楚组之连纲。 抚柱楣以从容兮，览曲台之央央。白鹤嗷以哀号兮，孤雌跱于枯肠。日黄昏而望绝兮，怅独托于空堂。悬明月以自照兮，徂清夜于洞房。援雅琴以变调兮，奏愁思之不可长。案流徵以却转兮，声幼眇而复扬。贯历览其中操兮，意慷慨而自昂。左右悲而垂泪兮，涕流离而从横。舒息悒而增欷兮，蹝履起而彷徨。揄长袂以自翳兮，数昔日之諐殃。无面目之可显兮，遂颓思而就床。抟芬若以为枕兮，席荃兰而茞香。 忽寝寐而梦想兮，魄若君之在旁。惕寤觉而无见兮，魂迋迋若有亡。众鸡鸣而愁予兮，起视月之精光。观众星之行列兮，毕昴出于东方。望中庭之蔼蔼兮，若季秋之降霜。夜曼曼其若岁兮，怀郁郁其不可再更。澹偃蹇而待曙兮，荒亭亭而复明。妾人窃自悲兮，究年岁而不敢忘。 ... Hiếu Vũ hoàng đế Trần Hoàng hậu đương thời được sủng hạnh, nhưng hay ghen, bị đưa ra Trường Môn cung, lòng sầu muộn. Nghe nói Tư Mã Tương Như tại Thành Đô là kinh đô đất Thục giỏi văn, mang trăm cân vàng đến mua rượu của Tương Như và Văn Quân, nhờ làm bài văn giải mối sầu bi. Tương Như làm văn dâng khiến Hoàng đế hồi tâm, Trần Hoàng hậu lại được sủng hạnh. . Phù hà nhất giai nhân hề, bộ tiêu dao dĩ tự ngu. Hồn du dật nhi bất phản hề, hình khô cảo nhi độc cư. Ngôn ngã triêu vãng nhi mộ lai hề, ẩm thực lạc nhi vong nhân. Tâm khiểm di nhi bất tỉnh cố hề, giao đắc ý nhi tương thân. Y dư chí chi mạn ngu hề, hoài trinh xác chi hoàn tâm. Nguyện tứ vấn nhi tự tiến hề, đắc thượng quân chi ngọc âm. Phụng hư ngôn nhi vọng thành hề, kỳ Thành Nam chi ly cung. Tu bạc cụ nhi tự thiết hề, quân tằng bất khẳng hồ hạnh lâm. Khuếch độc tiềm nhi chuyên tinh hề, thiên phiêu phiêu nhi tật phong. Đăng lan đài nhi dao vọng hề, thần hoảng hoảng nhi ngoại dâm. Phù vân uất nhi tứ tái hề, thiên yểu yểu nhi trú âm. Lôi ân ân nhi hưởng khởi hề, thanh tượng quân chi xa âm. Phiêu phong hồi nhi khởi khuê hề, cử duy ác chi xiêm xiêm. Quế thụ giao nhi tương phân hề, phương khốc liệt chi ngân ngân. Khổng tước tập nhi tương tồn hề, huyền viên khiếu nhi trường ngâm. Phí thuý hiếp dực nhi lai tuỵ hề, loan phụng tường nhi bắc nam. Tâm bằng y nhi bất thư hề, tà khí tráng nhi công trung. Hạ lan đài nhi chu lãm hề, bộ thung dung ư thâm cung. Chính điện khối dĩ tạo thiên hề, uất tịnh khởi nhi khung sùng. Gian tỷ ỷ ư đông sương hề, quan phù mỹ mỹ nhi vô cùng. Tễ ngọc hộ dĩ hám kim phô hề, thanh tăng hoành nhi tự chung âm. Khắc mộc lan dĩ vi suy hề, sức văn hạnh dĩ vi lương. La phong nhung chi du thụ hề, ly lâu ngô nhi tương sanh. Thi khôi mộc chi bạc lô hề, uỷ sâm si dĩ khang lương. Thì phảng phất dĩ vật loại hề, tượng Tích Thạch chi tương tương. Ngũ sắc huyễn dĩ tương diệu hề, lạn diệu diệu nhi thành quang. Trí thác thạch chi linh bích hề, tượng đại mội chi văn chương. Trương la ỷ chi mạn duy hề, thuỳ Sở tổ chi liên cương. Phủ trụ my dĩ thung dung hề, lãm Khúc Đài chi ương ương. Bạch hạc khiếu dĩ ai hiệu hề, cô thư trĩ ư khô dương. Nhật hoàng hôn nhi vọng tuyệt hề, trướng độc thác ư không đường. Huyền minh nguyệt dĩ tự chiếu hề, tồ thanh dạ ư động phòng. Viện nhã cầm dĩ biến điệu hề, tấu sầu tứ chi bất khả trường. Án lưu chuỷ dĩ khước chuyển hề, thanh ấu diểu nhi phục dương. Quán lịch lãm kỳ trung tháo hề, ý khảng khái nhi tự ngang. Tả hữu bi nhi thuỳ lệ hề, thế lưu ly nhi tòng hoành. Thư tức ấp nhi tăng hy hề, sỉ lý khởi nhi bàng hoàng. Du trường duệ dĩ tự ế hề, sổ tích nhật chi khiên ương. Vô diện mục chi khả hiển hề, toại đồi tứ nhi tựu sàng. Đoàn phân nhược dĩ vi chẩm hề, tịch thuyên lan nhi thần hương. Hốt tẩm mị nhi mộng tưởng hề, phách nhược quân chi tại bàng. Dịch ngụ giác nhi vô kiến hề, hồn vương vương nhược hữu vong. Chúng kê minh nhi sầu dư hề, khởi thị nguyệt chi tinh quang. Quan chúng tinh chi hàng liệt hề, Tất, Mão xuất ư đông phương. Vọng trung đình chi ái ái hề, nhược quý thu chi giáng sương. Dạ mạn mạn kỳ nhược tuế hề, hoài uất uất kỳ bất khả tái canh. Đạm yển kiển nhi đãi thự hề, hoang đình đình nhi phục minh. Thiếp nhân thiết tự bi hề, cứu niên tuế nhi bất cảm vong. ... Bản lược dịch, Có một nàng giai nhân chừ, bồi hồi đi lại mãi thôi. Hồn vảng vất mà không về chừ, vóc hình khô héo đơn côi. Từng hứa sớm đi mà tối lại chừ, vui yến tiệc mà quên nhau. Lòng đoạn tuyệt mà chẳng đoái hoài chừ, cùng ai hợp ý tâm đầu. Thiếp nhớ nhung mà âu sầu chừ, vẫn giữ một mối thành tâm. Chờ chiếu cố mà tiếp kiến chừ, được lời ngọc mà chịu vâng. Nghe tiếng hư mà tưởng thực chừ, ở ly cung tại Thành Nam. Bữa đạm bạc mà tự soạn chừ, nhưng người từng chẳng muốn giá lâm. Chỉ một mình mà trầm tư chừ, trời nổi gió mà ầm ầm. Lên đài lan mà trông xa chừ, chỉ thất vọng mà bần thần. Mây bốn phía mà che khuất chừ, trời âm u mà xa xăm. Nghe sấm dậy mà râm ran chừ, ngỡ tiếng người ra thăm. Nơi khuê phòng mà gió lộng chừ, thổi màn lay động bâng khuâng. Cành quế đan mà rối rít chừ, hương nồng đượm mà toả lan. Công tụ hội mà ôn tồn chừ, vượn đen hót mà dài ngân. Phí thuý chấp cánh mà họp bầy chừ, phượng loan lượn bắc rồi nam. Tâm sầu muộn mà không nguôi chừ, tà khí thổi mà lạnh lùng. Xuống đài lan mà nhìn quanh chừ, bồi hồi dạo chốn thâm cung. Chính điện cao chọc tới trời chừ, thảy nguy ngất trong không trung. Dừng chân đứng dưới mái đông chừ, nhìn tinh vi lộng lẫy khôn cùng. Đẩy cửa ngọc lay động khuyên vàng chừ, tiếng vang vang vọng tựa chuông rung. Trạm khắc mộc lan làm rui chừ, trang trí văn hạnh làm rường. Vô số cột được bài trí chừ, xếp đan xen mà linh lung. Lấy gỗ quý mà làm đầu chừ, dựng rải rác trong phòng không. Có thể lấy gì so sánh chừ, núi Tích Thạch sừng sững giương. Năm sắc cùng nhau tương chiếu chừ, ánh toả xán lạn huy hoàng. Xếp đá hoa trên nền gạch chừ, tựa mai rùa vẽ hoa văn. Treo lụa bạch làm màn che chừ, rủ tơ Sở làm dây chăng. Nâng then cửa bước ung dung chừ, ngắm Khúc Đài sao mênh mông. Hạc trắng kêu nghe thảm thiết chừ, chim lẻ trên cành mỏi trông. Trời hoàng hôn lòng đứt tuyệt chừ, một mình buồn bã phòng không. Trăng cao soi bóng lẻ loi chừ, đêm thanh tàn chốn thâm cung. Lấy đàn biến tấu nhã khúc chừ, giải nỗi sầu mà lại chẳng xong. Chuyển theo âm chuỷ lưu loát chừ, tiếng nhẹ nhàng mà du dương. Suốt khúc đàn tỏ tâm tình chừ, bao ý mạnh mẽ trào dâng. Chung quanh buồn rơi lệ chừ, nước mắt chảy ướt dọc ngang. Nén lòng lại thêm nghẹn ngào chừ, xỏ giày đứng dậy bàng hoàng. Nâng tay áo mà che mặt chừ, hối lỗi xưa để tai ương. Mặt mũi nào mà xuất hiện chừ, lòng tủi thẹn lại lên giường. Vò cỏ thơm mà làm gối chừ, đệm trải lan mà ngát hương. Vừa thành giấc mà mộng tưởng chừ, phách tới bên cạnh quân vương. Hoảng sợ tỉnh mà không thấy chừ, hồn như mất gì kinh hoàng. Nghe gà gáy mà sầu bi chừ, dậy ngước nhìn trăng sáng trong. Xem các sao la liệt xếp chừ, Tất, Mão ló tại phương đông. Ngóng trong sân ảm đạm chừ, tựa tiết thu phủ dày sương. Đêm đằng đẵng như năm dài chừ, nhớ bứt rứt mà chẳng thể nguôi lòng. Hết đi rồi đứng đợi sáng chừ, bình minh dần toả bừng bừng. Thần thiếp trộm buồn tủi chừ, đến già chẳng dám quên quân vương. | ” |
| — Trường Môn phú - 長門賦 | |   |

### Khởi xướng Đối thực
Khái niệm Đối thực trong văn hóa Trung Hoa chính là việc hoạn quan cùng cung nữ ở với nhau như vợ chồng, việc này từng xảy ra phổ biến ở thời nhà Minh và bị nhà Thanh cho là ô uế hoàng quyền, liệt vào một trong những nguyên nhân bại vong của một triều đại.
Theo cuốn truyện Vạn Lịch dã hoạch biên (萬曆野獲編) thời nhà Minh, khái niệm Đối thực bắt đầu là vì câu chuyện giữa Trần Hoàng hậu cùng Sở Phục có quan hệ đồng tính. Theo các bộ chính sử như Sử ký cùng Hán thư, chuyện Trần Hoàng hậu chỉ gói gọn trong chữ 「"Mị đạo"; 媚道」, có nghĩa "Quan hệ xấu" mà không nói rõ, Hán thư cũng đề cập Đối thực ở một trường hợp hậu cung thời Hán Thành Đế. Nhưng cuốn truyện đời nhà Minh này lại cho rằng khái niệm Đối thực là do Trần Hoàng hậu cùng Sở Phục khởi xướng. Theo đó, Trần Hoàng hậu về sau bị nhà vua thất sủng, vì quá cô đơn trong cung cấm nên bà cho Sở Phục ăn mặc như nam giới, đóng làm người tình của nhau (Tuy nhiên, cần lưu ý là: Vạn Lịch dã hoạch biên chỉ là sách truyện chứ không phải chính sử, những gì cuốn sách này mô tả chỉ là giai thoại, không thể xác thực và cũng không được giới sử học công nhận)
| “                                              | Thời Vũ Đế, Trần Hoàng hậu suy sủng, sai Nữ vu mặc nam phục, cùng Hậu ở cùng một chỗ, tương thân tương ái như vợ chồng. Sau Hoàng thượng bắt giác trị diệt, nói phụ nữ cùng nhau hệt như nam dâm loạn phát. Sau Phế hậu vào Trường Môn cung. | ” |
| — Phần "Đối thực" trong Vạn Lịch dã hoạch biên | |   |

Phiên bản Hán Vũ cố sự được ghi trong Cổ kim thuyết hải (古今说海) thời nhà Minh cũng ghi lại về chuyện này (tuy nhiên đây cũng là tiểu thuyết văn học hư cấu chứ không phải chính sử):
| “                                                                         | Khi ấy Hoàng hậu sủng suy, đố kỵ rất nhiều. Nữ vu Sở Phục tự nói mình có thể khiến Hoàng thượng hồi tâm chuyển ý, ngày đêm tế tự, lại mặc trang phục cho nam giới, đeo thắt lưng, cùng Hoàng hậu ở riêng, ân ái như vợ chồng. Hoàng thượng biết, trị tội Nữ vu cùng Hoàng hậu, lại điều tra hết các việc yêu thuật, dâm hình nam nữ, đều xác thực. Phế hậu về Trường Môn cung. Hậu tuy bị phế nhưng đãi ngộ đều như cũ, Trường Môn cung do vậy cũng còn như các cung khác. | ” |
| — Văn bản Hán Vũ cố sự được ghi trong quyển thứ 117 của Cổ kim thuyết hải | |   |

## Hình tượng văn hóa
Hình tượng Trần Hoàng hậu xuất hiện rất nhiều trong các tác phẩm văn học thời xưa. Theo đó, những điển tích nổi tiếng về bà như "Kim ốc tàng kiều", "Thiên kim mãi phú" được dân gian lưu truyền đến giờ.
- Hán Võ cố sự (漢武故事), bộ tiểu thuyết lịch sử về Hán Vũ Đế. Theo tiểu thuyết này, tên thật của bà là Trần A Kiều, và Lưu Triệt cùng Trần hậu thành hôn trước khi Bạc hoàng hậu, Hoàng hậu đầu tiên của Hán Cảnh Đế bị phế. Điều này khác với ghi chép trong Sử ký.
- Thiên Kim mãi phú (千金買賦), do Tiêu Thống đời nhà Lương chủ biên.

Thời nay, hình tượng Trần Hoàng hậu với cái tên "A Kiều" cũng trở thành nữ chính trong rất nhiều câu chuyện về thâm cung bí sử, trong đó vạch ra nhiều khả năng liên quan đến cuộc đời bí ẩn của bà:
- Kim Ốc Hận
- Trường Môn Phú.
- A Kiều.
- Nơi nào kim ốc có thể tàng kiều.

Ngoài ra, nhiều phim ảnh khắc họa về Trần Hoàng hậu, đặc biệt là những phim liên quan đến thời kỳ đầu của Hán Vũ Đế. Dù "A Kiều" chỉ là cái tên tiểu thuyết, nhưng phim ảnh gần như đều dùng cái tên này như tên thật vì nó quá nổi tiếng.
| Năm  | Phim ảnh                       | Diễn viên         |
| 2003 | 《Đại Hán thiên tử》           | Hà Giai Di        |
| 2004 | 《Hán Vũ đại đế》              | Từ Hồng Na        |
| 2010 | 《Mỹ nhân tâm kế》             | Cống Mễ           |
| 2014 | 《Đại Hán hiền hậu Vệ Tử Phu》 | Trịnh Viên Nguyên |